# Национальные вооружённые силы Латвии
Национальные вооружённые силы Латвии (латыш. Latvijas Nacionālie bruņotie spēki) — совокупность войск Латвийской Республики, предназначенных для защиты независимости и территориальной целостности государства.
Национальные вооружённые силы (НВС) Латвийской Республики состоят из органов управления, регулярных сил, территориальной обороны («Земессардзе») и резерва НВС.

## История

### 1919—1940 годы
До 1940 года Вооружённые силы Латвии (латыш. Latvijas Bruņotie spēki) состояли из четырёх дивизий — Курземской, Видземской, Латгальской и Земгальской. В составе каждой дивизии находилось по 3 пехотных и 1 артиллерийскому полку (кроме этого, в 1920—1922 годах существовал 13-й Тукумский пехотный полк). В состав вооружённых сил также входили Техническая дивизия, военно-морские силы и различные вспомогательные части. В 1919 году был сформирован Латвийский авиационный полк (под командованием старшего лейтенанта Алфреда Валлейки).

### 1940—1991 годы
Летом 1940 года Латвийская ССР была включена в состав СССР. Латвийскую армию переформировали в 24-й Латвийский территориальный стрелковый корпус (181-я и 183-я стрелковые дивизии и другие части; корпус находился в оперативном подчинении 27-й армии РККА). В сентябре 1940 года было создано Рижское пехотное училище (в его составе — 2 курсантских батальона).
В Великой Отечественной войне также приняли участие вновь сформированные преимущественно из граждан Латвийской ССР 201-я Латвийская стрелковая дивизия (позднее 43-я гвардейская Латышская стрелковая Рижская дивизия) и 308-я стрелковая Латышская Краснознамённая дивизия (в 1944 году эти две дивизии объединили в 130-й Латышский стрелковый корпус Красной армии).

### После 1991 года
23 августа 1991 года принят закон о создании первого военизированного формирования — «Земессардзе» (в переводе — «ополчение»). После провозглашения независимости Латвии началось создание собственных вооружённых сил.
С 1994 года Латвия активно участвовала в программе НАТО «Партнёрство ради мира» (Partnership for Peace).
В 1997 году подразделения пограничных войск вывели из состава вооружённых сил и передали в МВД Латвии, затем их преобразовали в Государственную пограничную охрану.
В 1998 году Латвия отправила военнослужащих в состав миротворческого контингента в Боснии и Герцеговине, они были выведены летом 2009 года.
После начала операции НАТО по стабилизации обстановки в Косово и Метохии, в июле 1999 года Сейм Латвии принял решение об отправке военнослужащих для участия в миссии. В 2000 году Латвия направила военнослужащих в состав контингента KFOR (они были выведены в 2009 году). В общей сложности в Косово прошли службу 437 латвийских военнослужащих.
В 2002 году Латвия приняла решение о строительстве радиолокационной станции на востоке страны для контроля воздушного пространства над Прибалтикой, а также над западной частью России и территорией Белоруссии. 31 октября 2003 года на военном аэродроме в Аудриньской волости Резекненского района начал работу трёхмерный радар дальнего радиуса действия Lockheed Martin TPS-117, который является частью BALTNET — системы наблюдения за воздушным пространством стран Балтии.
С февраля 2003 года латвийский воинский контингент принимал участие в войне в Афганистане. Также латвийские подразделения участвовали в войне в Ираке: в мае 2003 года правительство направило военный контингент в состав сил международной коалиции (в августе 2003 года 140 военнослужащих прибыли в Ирак; были выведены в 2007—2008 годах).
29 марта 2004 года Латвия вступила в военно-политический блок НАТО.
Осенью 2004 года Латвия заключила контракт с компанией «Saab Bofor Dynamic»: были закуплены переносные зенитно-ракетные комплексы RBS 70 общей стоимостью 20 млн латов.
В середине 2005 года принята концепция стандартного стрелкового оружия, которая предусматривала постепенное перевооружение латвийской армии по стандартам НАТО. Кроме того, Кабинет министров утвердил список стрелкового оружия, которым должна быть оснащена латвийская армия: пистолеты Glock-17, пистолеты-пулемёты HK UMP, автоматы HK G36, подствольные гранатомёты HK AG36, лёгкие пулемёты FN Minimi, снайперские винтовки AW и PGM Hecate II, 40-мм автоматические гранатомёты HK GMG.
1 ноября 2006 года на вооружение латвийской армии поступила первая партия автоматов HK G36. Первую G-36 получил командир пехотной роты, которая должна была отправиться в Ирак в рамках ротации латвийского контингента.
В январе 2007 года в Латвии отменена всеобщая воинская обязанность и состоялся переход к профессиональной армии.
В конце 2008 года по программе «Иностранное военное финансирование» США поставили для вооружённых сил Латвии 16 автомашин HMMWV (14 бронированных и 2 небронированные).
В декабре 2010 года США передали латвийской армии средства связи общей стоимостью 2 млн долларов США.
В 2012 году США поставили Латвии десять 81-мм миномётов M252. Кроме того, в 2012 году подписан контракт с бельгийской компанией FN «Herstal» на приобретение 56 пулемётов и соглашение с Норвегией, которая согласилась передать латвийской армии каски и бронежилеты на сумму 650 тыс. латов.
В 2012 году вооружённые силы Латвии состояли из 5,5 тыс. военнослужащих и 10 тыс. резервистов, годовой военный бюджет достигал 370 млн евро.
В декабре 2013 года Норвегия передала латвийской армии 154 автомашины (134 грузовика Scania P93, 8 эвакуаторов Scania NM154 и 12 санитарных машин Mercedes-Benz 300GDN).
В 2023 году на фоне российского вторжения на Украину Сейм Латвии одобрил законопроект о возвращении всеобщего обязательного призыва в армию для мужчин от 18 до 27 лет.

## Организационная структура

Состав вооружённых сил Латвии на 2019 год

Национальные вооружённые силы Латвии (НВС Латвии) состоят из сухопутных, морских и воздушных сил, частей территориальной обороны («Земессардзе»), военной полиции и др., а также резерва НВС. В военное время или при чрезвычайном положении в подчинение НВС переходят Управление безопасности Банка Латвии и Государственная пограничная охрана Латвии. По данным на 2018 год, в вооружённых силах Латвии состояло 6,2 тыс. профессиональных военнослужащих, 773 гражданских служащих и 8 тыс. ополченцев (земессаргов).

### Командование

Флаг министра обороны Латвии

Общее руководство Национальными вооружёнными силами Латвии возложено на министра обороны, оперативное управление — на командующего вооружёнными силами, который осуществляет его через объединённый штаб вооружённых сил.

### Подразделения центрального подчинения
- Батальон штаба вооружённых сил
- Группа специального назначения (в составе Командования специальных операций)
- Военная полиция
- Командование материально-технического обеспечения
- Командование обучения (в его ведении — Национальная академия обороны Латвии, а также несколько военных школ и учебных центров)[29][31]

### Сухопутные войска
В составе Сухопутных войск Латвии находится механизированная пехотная бригада (3 пехотных батальона, батальон боевой поддержки, батальон обеспечения и артиллерийский дивизион). На начало 2021 года численность сухопутных сил Латвии оценивалась в 1,7 тыс. человек.

### Воздушные силы
Численность личного состава воздушных сил Латвии оценивается в 500 человек. ВВС Латвии имеют на вооружении 4 транспортных самолёта Ан-2, 2 учебных самолёта Tarragon, 2 многоцелевых вертолёта UH-60М Black Hawk и 24 40-мм автоматические зенитные установки L/70.

### Морские силы
Морские силы Латвии на начало 2021 года насчитывали 550 человек личного состава, 6 кораблей (в том числе 4 противоминных) и 11 патрульных катеров (в том числе 6 патрульных катеров береговой охраны). Главная задача ВМС — патрулирование территориальных вод и разминирование.

### Ополчение («Земессардзе»)
На начало 2019 года в составе Земессардзе имелись 4 территориальные бригады (они объединяли 21 батальон ополчения) и отдельные подразделения. Общая численность Земессардзе превышала 8 тысяч человек.

### Резерв вооружённых сил
По данным на 2025 год, в резерве вооружённых сил Латвии числилось 38 тыс. человек.

## Роль вооружённых сил в обществе
- 29 марта 2013 года — в сотрудничестве с другими структурами была успешно проведена операция по спасению 223 рыбаков с отколовшейся льдины в Рижском заливе. В операции была задействована гражданская и военная техника, вертолёты Ми-17, ледокол Рижского свободного порта Varma и портовые буксиры Marss 1 и Santa[36].
- В период с 2005 по 2012 год подразделениями Земессардзе на территории Латвии уничтожено более 50 тысяч мин, авиационных бомб, гранат и других взрывоопасных предметов[37].

## Дополнительные сведения
| Национальные вооружённые силы Латвии                            | Национальные вооружённые силы Латвии |
| --------------------------------------------------------------- | --- |
| Призывной возраст и порядок комплектования:                     | Вооружённые силы Латвии комплектуются на добровольной основе лицами мужского и женского пола, достигшими возраста 18 лет; в соответствии с действующим законодательством, каждый гражданин Латвии имеет право проходить воинскую службу без ограничений по возрасту (2009) |

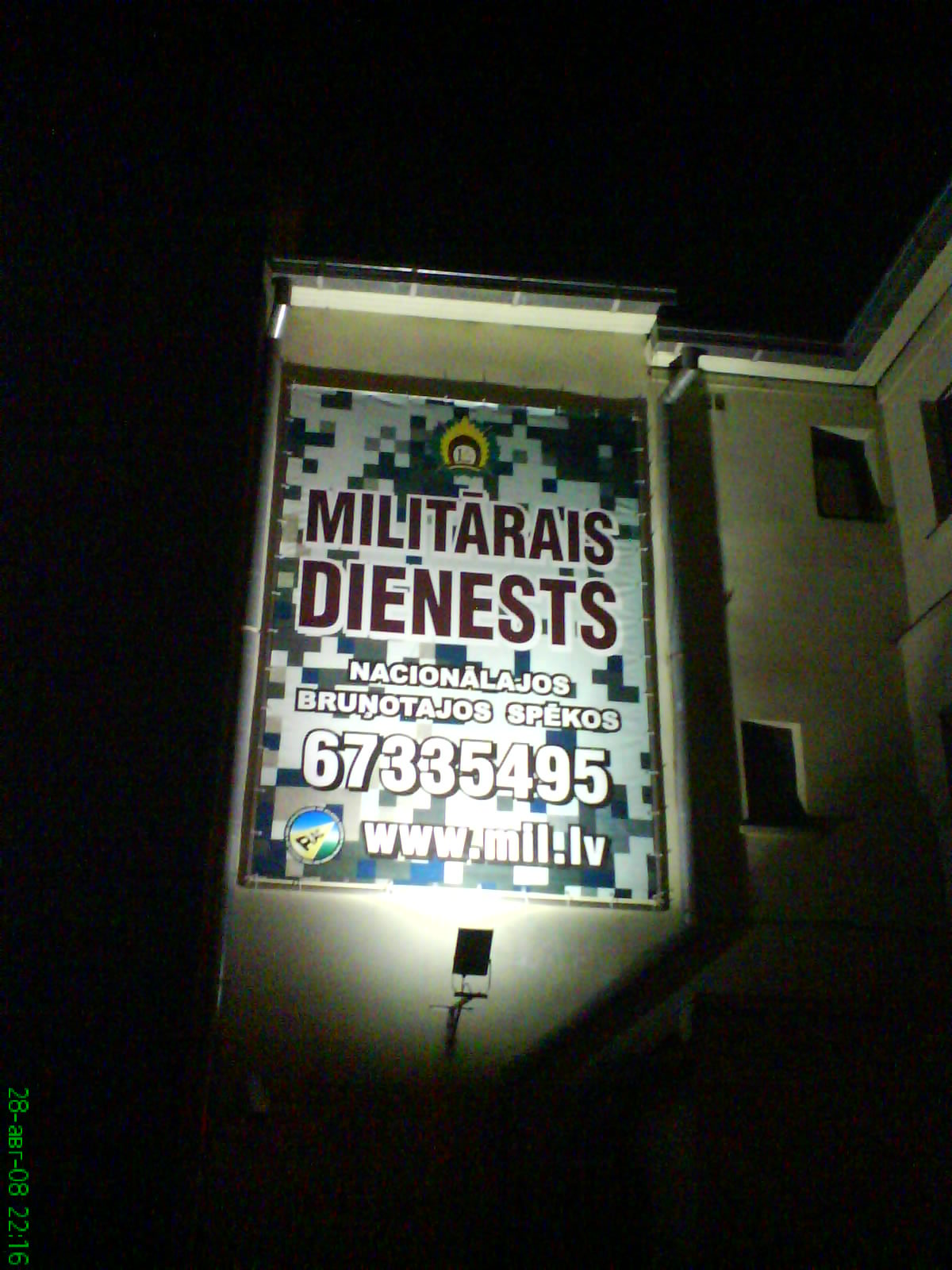
Призыв поступать на службу в вооружённые силы Латвии

| Человеческие ресурсы, доступные для воинской службы:            | мужчины в возрасте 16-49: 554 943 женщины в возрасте 16-49: 550 700 (2010; оценка) |
| Человеческие ресурсы, пригодные для воинской службы:            | мужчины в возрасте 16-49: 406 592 женщины в возрасте 16-49: 456 071 (2010; оценка) |
| Человеческие ресурсы, ежегодно достигающие призывного возраста: | мужчины: 11 536 женщины: 11 058 (2010; оценка) |
| Военные расходы — процент от ВВП:                               | 1,45 % (2016) 77-е место в мире (2016) |